# Leichtathletik-Europameisterschaften 2006/5000 m der Männer

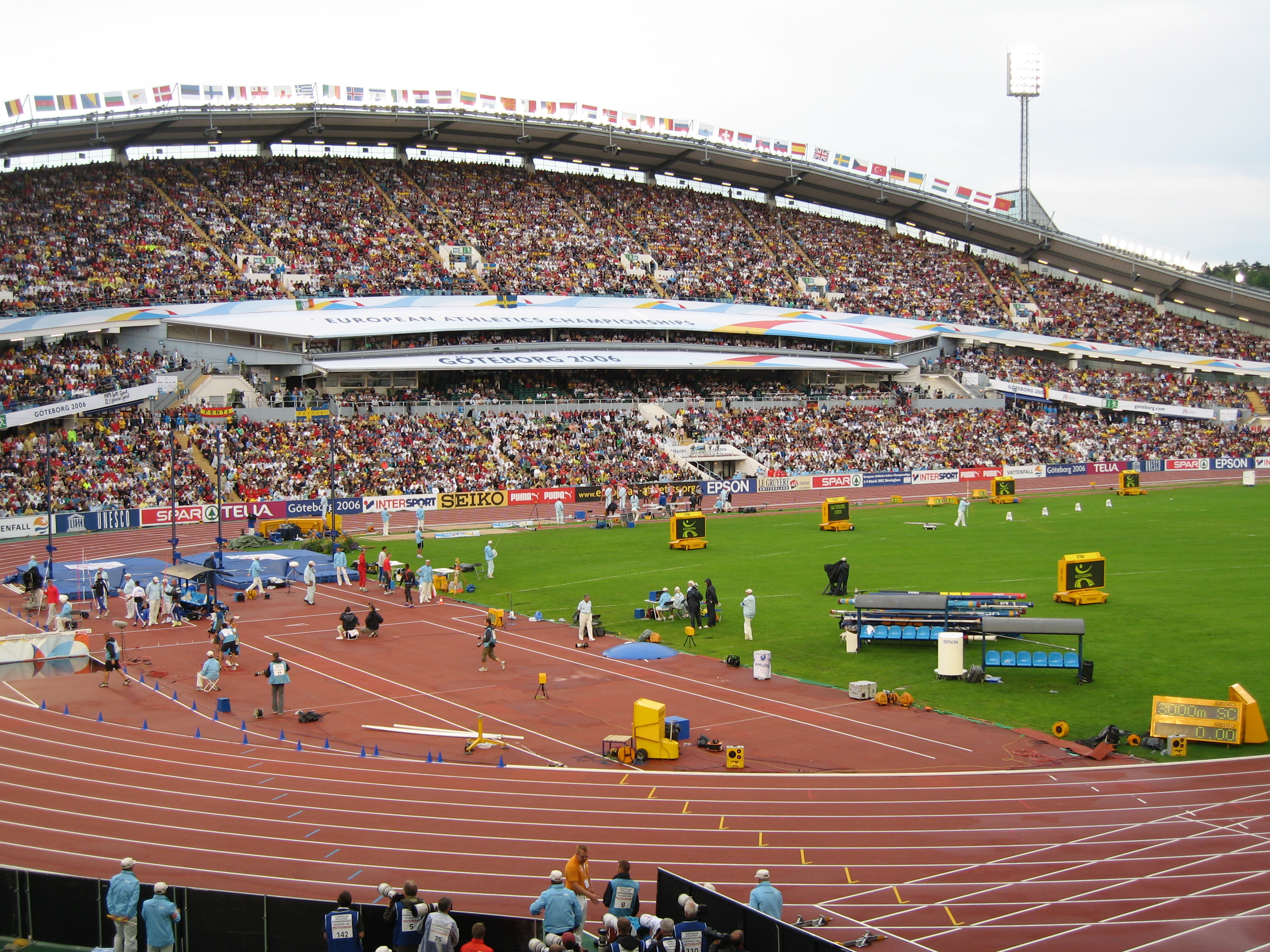
Das Ullevi-Stadion in Göteborg während der Europameisterschaften 2006

Der 5000-Meter-Lauf der Männer bei den Leichtathletik-Europameisterschaften 2006 wurde am 10. und 13. August 2006 im Ullevi-Stadion der schwedischen Stadt Göteborg ausgetragen.
In diesem Wettbewerb errangen sie spanischen Läufer mit Gold und Bronze zwei Medaillen. Europameister wurde Jesús España. Er gewann vor dem Briten Mohammed Farah. Bronze ging wie vier Tage zuvor über 1500 Meter an Juan Carlos Higuero.

## Bestehende Rekorde
| Weltrekord           | 12:37,35 min | Kenenisa Bekele  | Hengelo, Niederlande         | 31. Mai 2004    |
| Europarekord         | 12:49,71 min | Mohammed Mourhit | Brüssel, Belgien             | 25. August 2000 |
| Meisterschaftsrekord | 13:10,15 min | Jack Buckner     | EM Stuttgart, BR Deutschland | 31. August 1986 |

In den rein auf ein Spurtfinale ausgerichteten Rennen wurde der bestehende EM-Rekord hier in Göteborg nicht erreicht. Die schnellste Zeit erzielte der spanische Europameister Jesús España im Finale mit 13:44,70 min, womit er 34,55 s über dem Rekord blieb. Zum Europarekord fehlten ihm 54,99 s, zum Weltrekord 1:07,35 min.

## Legende
Kurze Übersicht zur Bedeutung der Symbolik – so üblicherweise auch in sonstigen Veröffentlichungen verwendet:
| DNS | nicht am Start (did not start)           |
| DNF | Wettkampf nicht beendet (did not finish) |

## Vorrunde
Die Vorrunde wurde in zwei Läufen durchgeführt. Die ersten fünf Athleten pro Lauf – hellblau unterlegt – sowie die darüber hinaus fünf zeitschnellsten Läufer – hellgrün unterlegt – qualifizierten sich für das Finale.

### Vorlauf 1

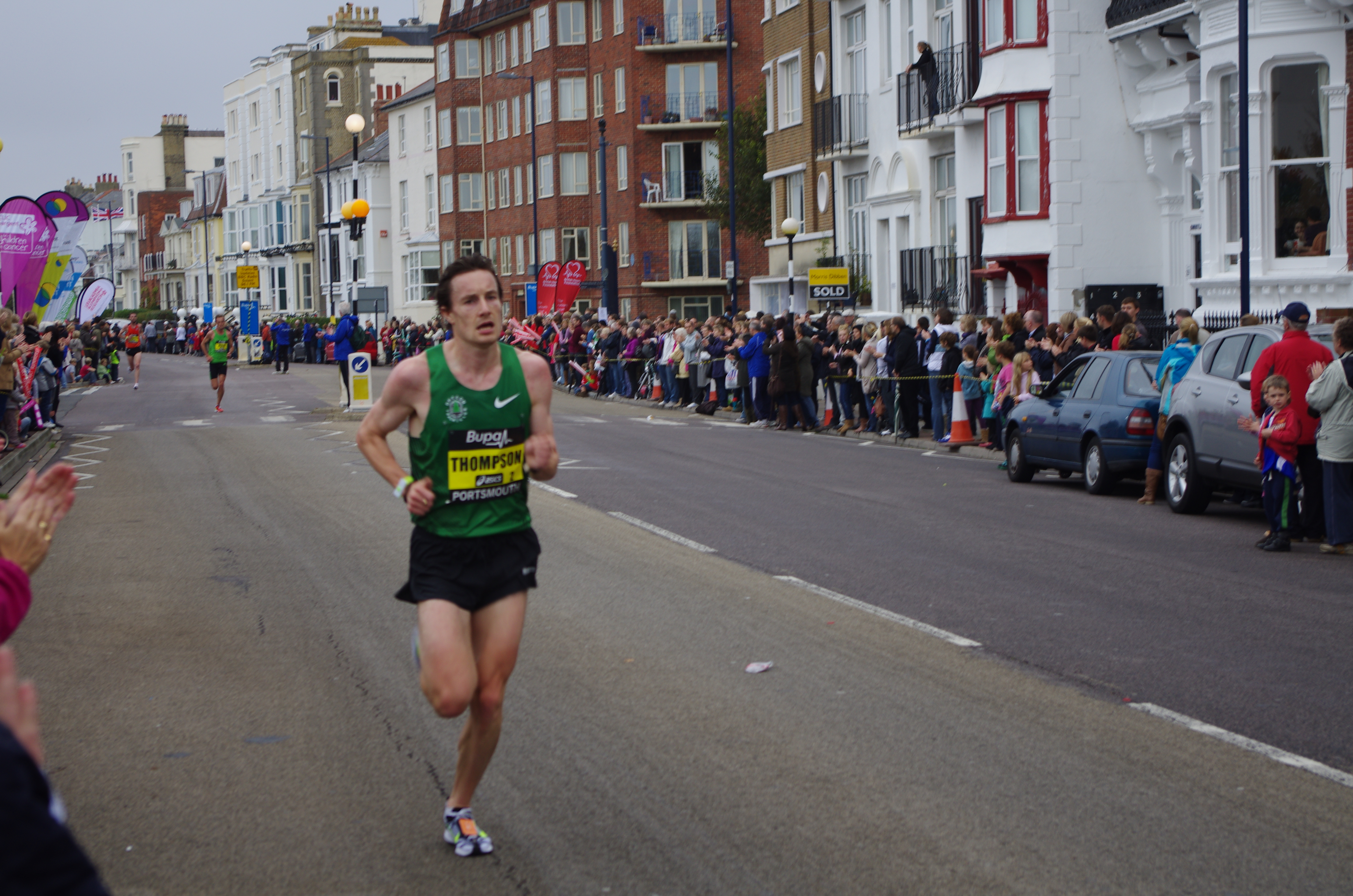
Chris Thompson (hier bei einem Straßenlauf) schied als Dreizehnter seines Vorlaufs aus

10. August 2006, 17:40 Uhr
| Platz | Name                 | Nation         | Zeit (min) |
| ----- | -------------------- | -------------- | ---------- |
| 1     | Halil Akkaş          | Türkei         | 13:48,79   |
| 2     | Gert-Jan Liefers     | Niederlande    | 13:49,73   |
| 3     | Alistair Ian Cragg   | Irland         | 13:50,12   |
| 4     | Jesús España         | Spanien        | 13:52,33   |
| 5     | Juan Carlos Higuero  | Spanien        | 13:52,66   |
| 6     | Tom Van Hooste       | Belgien        | 13:53,50   |
| 7     | Marius Bakken        | Norwegen       | 13:56,84   |
| 8     | Martin Steinbauer    | Österreich     | 13:59,17   |
| 9     | Barnabás Bene        | Ungarn         | 14:08,16   |
| 10    | Christopher Thompson | Großbritannien | 14:10,27   |
| DNS   | Christian Belz       | Schweiz        |            |

### Vorlauf 2

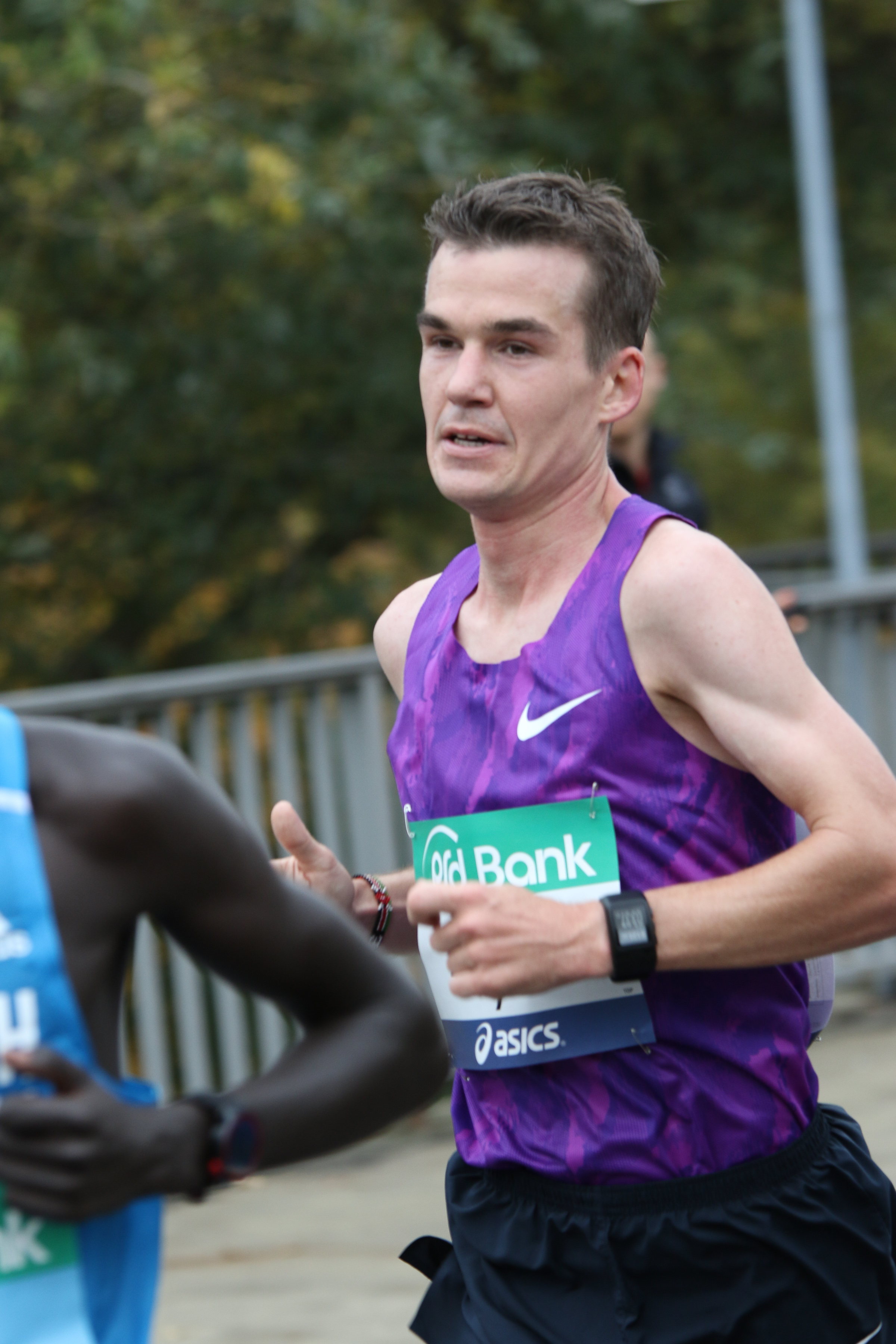
Arne Gabius konnte sein Rennen im zweiten Vorlauf nicht beenden

10. August 2006, 18:01 Uhr
| Platz | Name             | Nation         | Zeit (min) |
| ----- | ---------------- | -------------- | ---------- |
| 1     | Khalid Zoubaa    | Frankreich     | 13:46,32   |
| 2     | Eduard Bordukow  | Russland       | 13:46,72   |
| 3     | Mohammed Farah   | Großbritannien | 13:46,77   |
| 4     | Monder Rizki     | Belgien        | 13:47,51   |
| 5     | Tom Compernolle  | Belgien        | 13:49,14   |
| 6     | Henrik Skoog     | Schweden       | 13:49,99   |
| 7     | Pablo Villalobos | Spanien        | 13:51,17   |
| 8     | Nick McCormick   | Großbritannien | 13:52,87   |
| DNF   | Arne Gabius      | Deutschland    |            |
| DNS   | Serhij Lebid     | Ukraine        |            |

## Finale
13. August 2006, 16:40 Uhr
| Platz | Name                | Nation         | Zeit (min) |
| ----- | ------------------- | -------------- | ---------- |
| 1     | Jesús España        | Spanien        | 13:44,70   |
| 2     | Mohammed Farah      | Großbritannien | 13:44,79   |
| 3     | Juan Carlos Higuero | Spanien        | 13:46,48   |
| 4     | Halil Akkaş         | Türkei         | 13:46,53   |
| 5     | Khalid Zoubaa       | Frankreich     | 13:55,09   |
| 6     | Henrik Skoog        | Schweden       | 13:56,34   |
| 7     | Pablo Villalobos    | Spanien        | 13:58,25   |
| 8     | Gert-Jan Liefers    | Niederlande    | 13:58,70   |
| 9     | Eduard Bordukow     | Russland       | 14:00,30   |
| 10    | Tom Compernolle     | Belgien        | 14:03,37   |
| 11    | Monder Rizki        | Belgien        | 14:04,96   |
| 12    | Nick McCormick      | Großbritannien | 14:06,18   |
| 13    | Tom Van Hooste      | Belgien        | 14:15,32   |
| DNF   | Alistair Ian Cragg  | Irland         |            |
| DNF   | Marius Bakken       | Norwegen       |            |

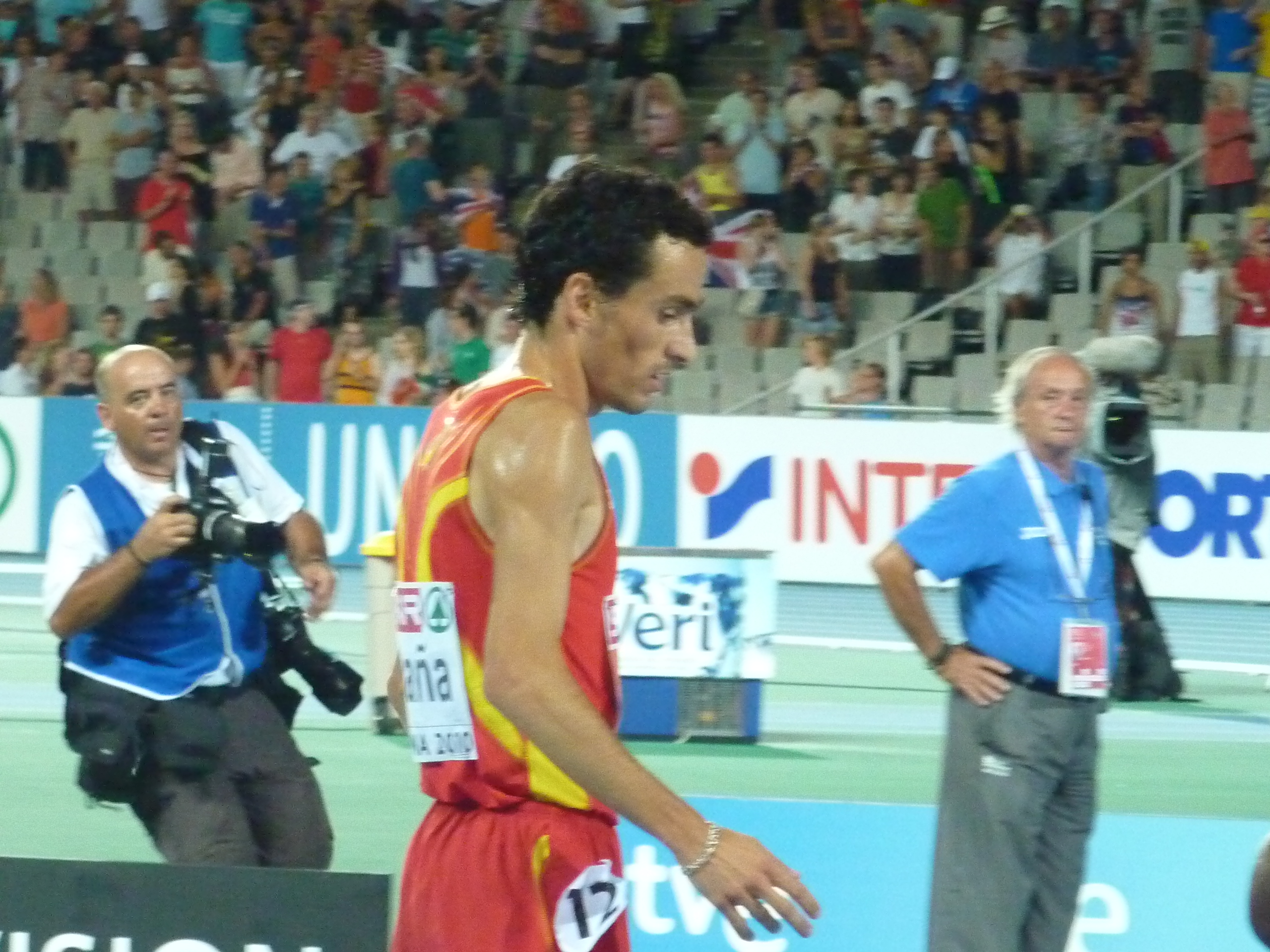
Europameister Jesús España

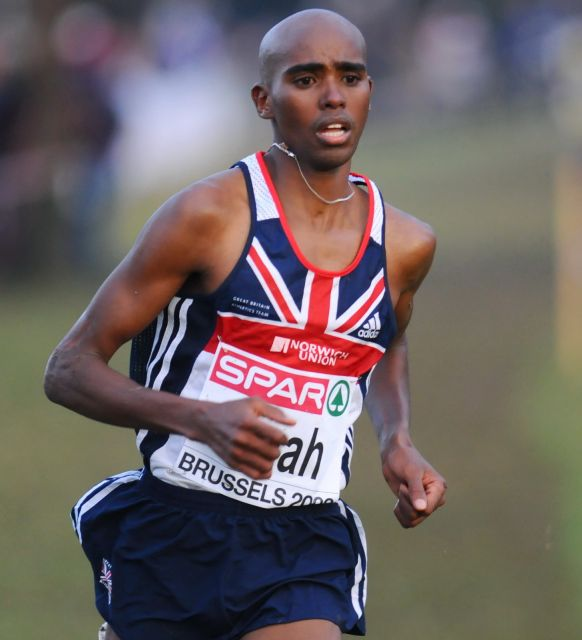
Der in den kommenden überaus erfolgreiche Mo Farah gewann Silber

Der Endlauf fand ohne jeden Finalteilnehmer von 2002 statt. Wie in allen Laufentscheidungen bei den Männern von 800 Meter aufwärts kam es auch im letzten Rennen vor dem Staffelfinale nach verhaltenem Anfangstempo zu einem Spurtentscheid. Im Gegensatz zu den anderen Rennen gewann einer der favorisierten Spanier, nachdem der Mitfavorit Alistair Ian Cragg aus Irland verletzt ausgestiegen war.

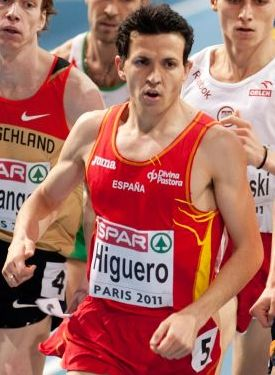
Juan Carlos Higuero errang wie schon über 1500 Meter Bronze
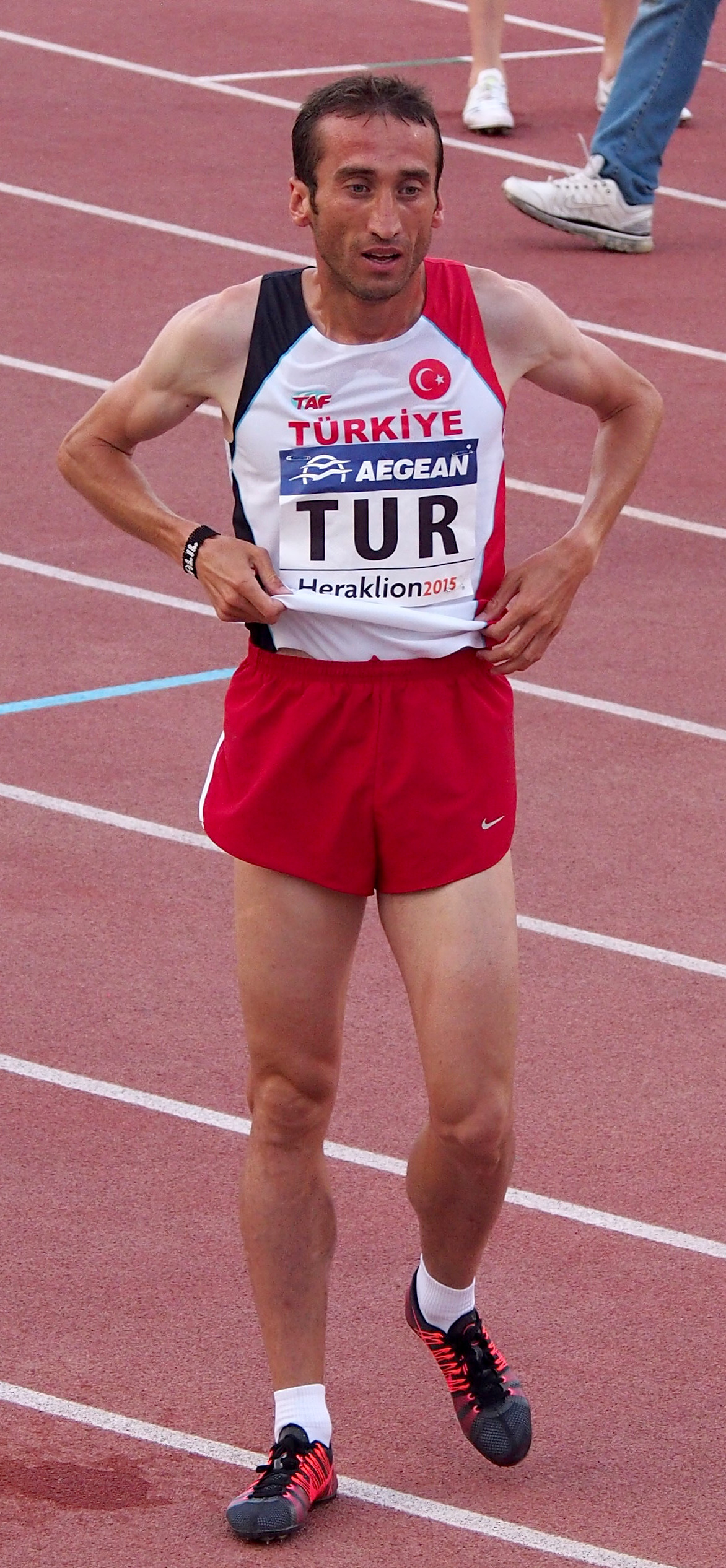
Halil Akkaş belegte Rang vier
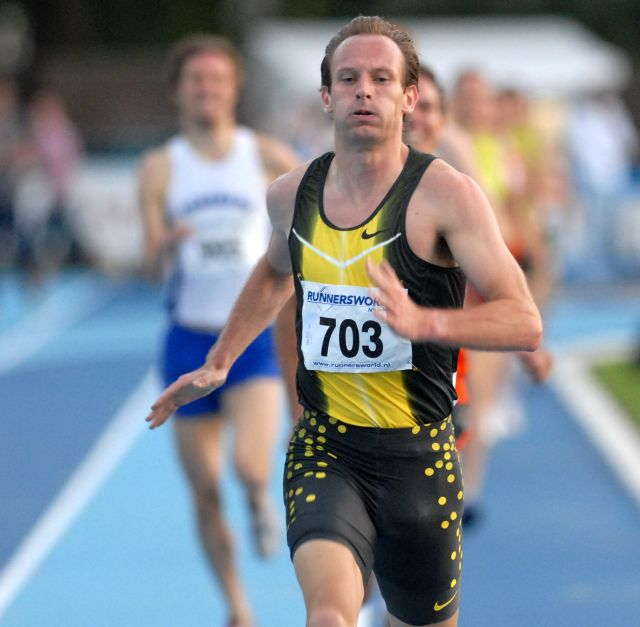
Gert-Jan Liefers wurde Achter
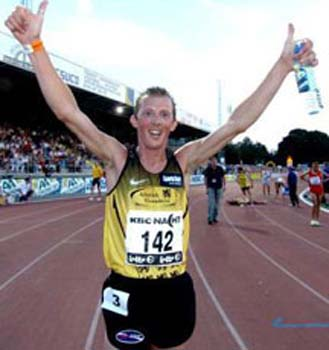
Der zehntplatzierte Tom Compernolle
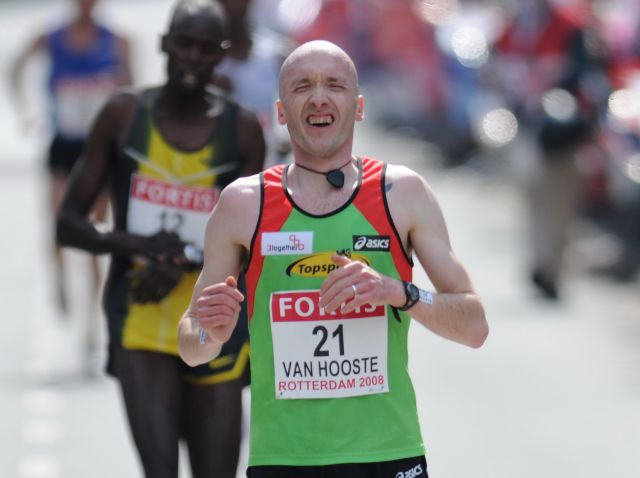
Tom Van Hooste kam auf den dreizehnten Platz
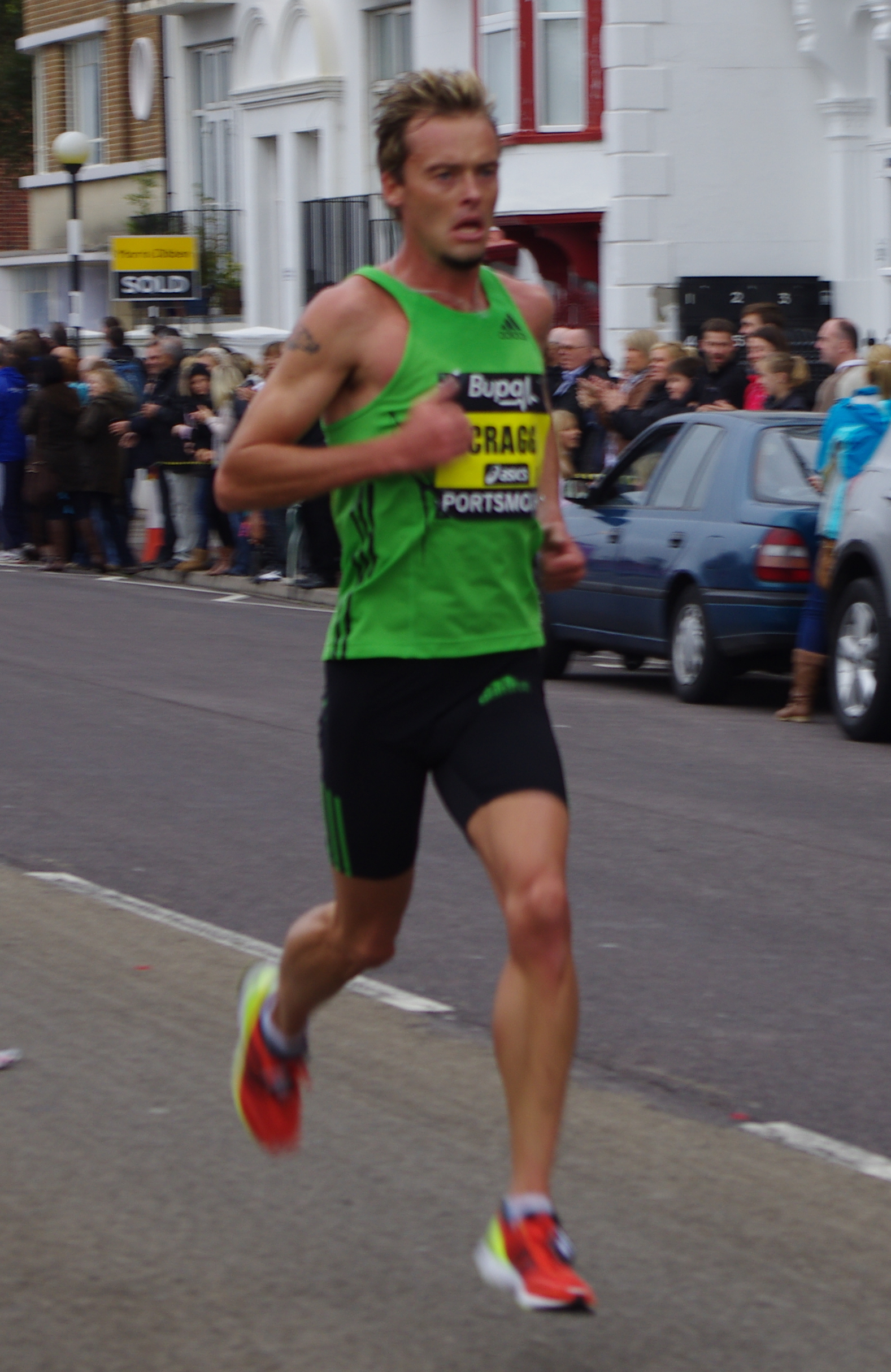
Alistair Ian Cragg erreichte hier nicht das Ziel
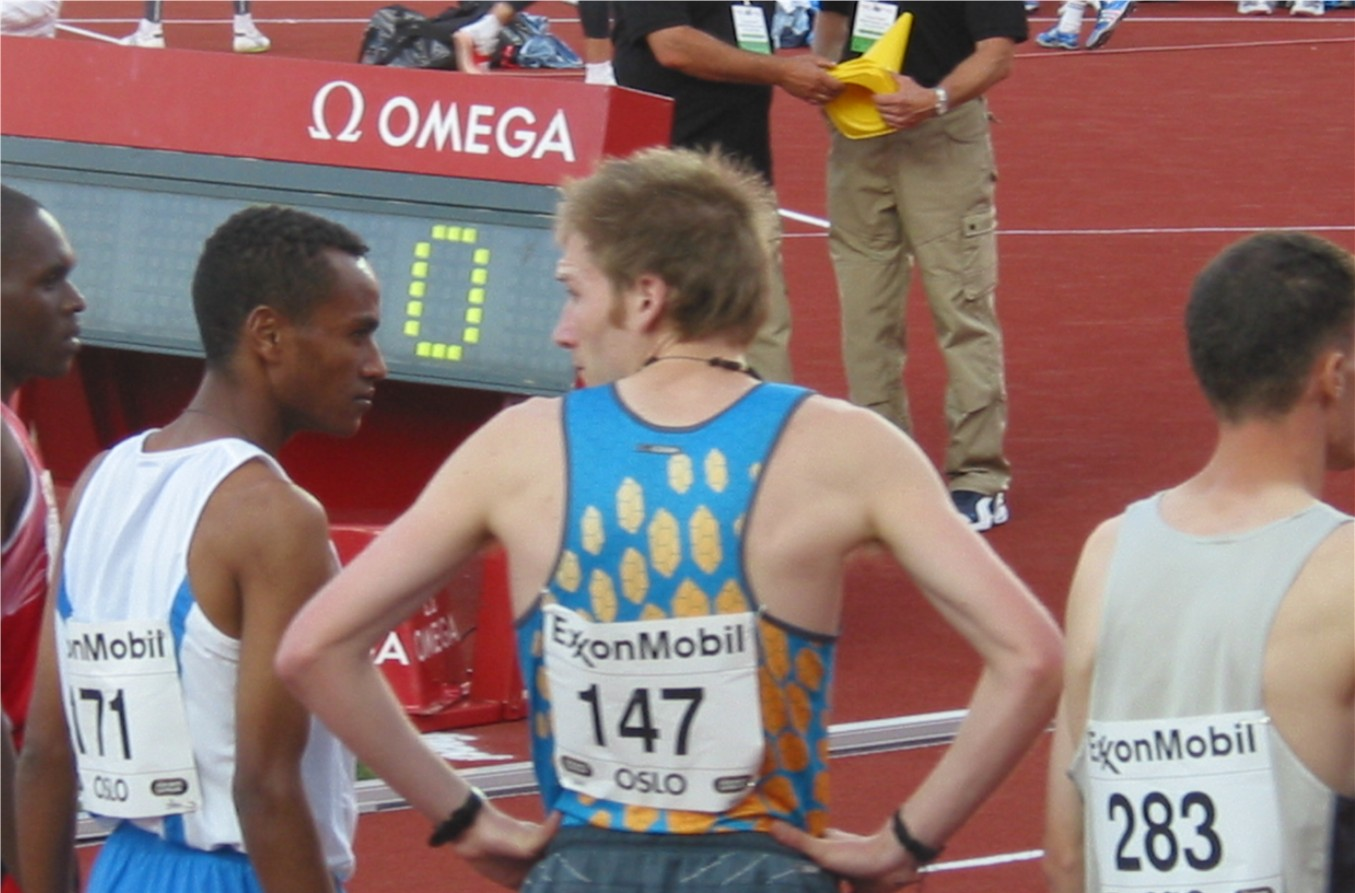
Marius Bakken kam nicht ins Ziel

## Videolinks
- 2006 European Championship 5000m Goteborg men final, youtube.com, abgerufen am 27. Januar 2023
- Jesus Espana Wins The Closest Of 5000m Finals | Gothenburg 2006, youtube.com, abgerufen am 27. Januar 2023